# Habropoda omeiensis
Habropoda omeiensis là một loài Hymenoptera trong họ Apidae. Loài này được Wu mô tả khoa học năm 1979.